# Les Boucanières
Cet article possède un paronyme, voir The Buccaneers.
Les Boucanières (en anglais The Buccaneers) est le dernier roman de l'autrice américaine Edith Wharton, publié à titre posthume en 1938 par Penguin Books à New York. 
L'histoire se déroule dans les années 1870, à l'époque où Edith Wharton était une jeune fille. Inachevé au moment de sa mort en 1937, il publié sous cette forme en 1938. Le manuscrit de Wharton se termine avec Lizzy invitant Nan à une fête à la maison, à laquelle Guy Thwaite a également été invité. 
Une nouvelle version, achevée par Marion Mainwaring (en) à partir du synopsis et des notes écrits par Wharton, est publiée en 1993,.

## Adaptations télévisuelles
En 1995, une mini-série réalisée par Philip Saville est diffusée sur BBC Television.
Le 8 novembre 2023, une série télévisée de 8 épisodes créée par Katherine Jakeways (en) et réalisée par Susanna White, est diffusée sur le service de streaming Apple TV+.